# (32553) 2001 QC27
2001 QC27 (asteroide 32553) é um asteroide da cintura principal. Possui uma excentricidade de 0.07579030 e uma inclinação de 7.20946º.
Este asteroide foi descoberto no dia 16 de agosto de 2001 por LINEAR em Socorro.